# 爪獸亞科
爪獸亞科（學名：Chalicotheriinae）為奇蹄目下已滅絕的爪獸科中的兩個亞科之一，另一個亞科則為裂爪獸亞科，屬植食性，生存於中新世至更新世。

## 描述
爪獸亞科物種的身軀構造與其他有蹄類有明顯的差異，包括具有非常長的前肢、以及明顯較短的後肢，看起來更像是靈長目的大猩猩，且爪獸亞科與大猩猩一樣，也是採指節行走，主要是為了於行走時保護牠們的長爪。從牙齒磨損的模式來看，爪獸亞科會以種子及果實為食。牠們的爪子主要用途是將位於高處的食物勾下來直至可食用的高度，為可雙足直立的食嫩植動物

## 棲息與分佈地
爪獸化石的發現多半暗示當地於當時是屬於林木較為茂密的森林地形。但與裂爪獸亞科不同的是，爪獸亞科僅分布於較潮溼茂密的森林之中，低冠齒也意味著牠們多半是以較柔軟的植物組織為食。

## 演化史
雖然爪獸的外型看似十分獨特，但其實像這樣的能夠雙足直立，並透過前肢長爪抓取樹枝的大型植食動物，在演化史上就曾多次獨立出現，包括鐮刀龍、笨腳獸、巨弓獸及大地懶。異齒爪獸屬的骨盆上具有臀胼胝，這代表牠們有能力能維持長時間的坐姿。爪獸亞科可能會蹲坐於茂密的森林中，並仰賴前肢去抓取植物來進食，類似於現今的大猩猩或是大貓熊。